# Лејла Абашидзе
Лејла Абашидзе (1. август 1929. - 8. април 2018.) била је грузијска глумица, редитељка и писац. Била је Заслужна уметница Грузије, Народна уметница Грузије, добитница је Ордена рада црвене заставе, као и добитница награда са европских и азијских филмских фестивала, и има своју почасну звезду испред биоскопа Руставели на авенији Руставели у Тбилисију, Грузија. Током своје каријере многи су је називали „Мери Пикфорд из СССР-а“. Једна је од најпопуларнијих грузијских и совјетских глумица.

## Биографија
Године 1951, Абашидзе је дипломирала на глумачком одсеку Позоришног института Руставели у Тбилисију у Грузији. У филмском студију "Грузијски филм" радила је од 1940. године, а била је чланица Синдиката филмских радника од 1958. 
Абашидзе се први пут појавила на екрану као дете заједно са Натом Вачнадзе у "Кајани" (1941), али је хит романтична комедија "Вилин коњиц" (1954) учинила популарном широм Совјетског Савеза и Европе. Потом се појавила у још једној популарној комедији "The Scrapper" (1956). После свега тога била је повезана са комедијама, али тај стереотип је промењен након што је глумила у историјској драми "Maia Tskneteli" (1959). Доживела је један од својих највећих комерцијалних успеха драмом "Сусрет са прошлошћу" (1966), за коју је 1968. награђена на филмском фестивалу у Лењинграду као најбоља глумица. Такође је стекла ширу славу након што се појавила у трагичној драми "Khevisberi Gocha" (1964) и у једној од најпопуларнијих романтичних комедија Сусрет у планинама (1966).
Написала је Антиципацију (1970), Тишину кула (1978). Била је режисерка, сценариста и водећа глумица филма Тбилиси-Париз-Тбилиси (1980)

## Смрт
8. априла 2018. године, здравствено стање Лејле Абашидзе се погоршало и она је након можданог удара преминула.
Сахрањена је на Меморијалном гробљу Сабуртало Пантеон у Тбилисију, Грузија, где су положене многе друге познате грузијске личности, укључујући писце, глумце, глумице, певачице и политичаре.

## Филмографија
- Kajana (1941)
- Golden Path (1945)
- Cradle of Poet (1947)
- Keto and Kote (1948)
- Spring in Sakeni (1951)
- They Came from Mountains (1954)
- The Dragonfly (1954)
- Оur Courtyard (1956)
- The Scrapper (1956)
- Where is Your Happiness Mzia? (1959)
- Maia Tskneteli (1959)
- Shall Dance (1963)
- Khevisberi Gocha (1964)
- Wreck (1965)
- Meeting Past (1966)
- Meeting in Mountains (1966)
- Anticipation (1969)
- The Right Hand of the Grand Master (Episode One) (1969)
- The Right Hand of the Grand Master (Episode Two) (1970)
- Walking in Tbilisi (1976)
- Cinema (1977)
- Tbilisi-Paris-Tbilisi (1980)
- Commotion (1986)
- Zvaraki (1990)

## Признања и награде
- Заслужни уметник Грузије (1958)[2]
- Народни уметник Грузије (1965) [2]
- Народни уметник Чеченије - Ингушетије (1964)[2]
- Орден рада црвене заставе (1961)[2]
- Најбоља глумица на филмском фестивалу у Лењинграду 1968. године[2]
- Награда на два светска фестивала, Токио, 1997.[2]